# Harald Scharff
Harald Anton Scharff (20. februar 1836 i København – 3. januar 1912 i Roskilde) var balletdanser ved Det kongelige Teater fra 1856 til 1871, og fra 1861 solodanser. Hans danserkarriere blev brat afbrudt da han i november 1871 kom til skade under en forestilling. Fra 1857 til H.C. Andersens død nævnes han hyppigt i digterens dagbøger og almanakker – ofte sammen med sin "uadskillelige ven" (HCA-forskeren Helge Topsøe-Jensens udtryk), skuespilleren Lauritz Eckardt.
HCA skriver i dagbogen den 17. feb. 1862: "Theodor [Collin] satte mig i meget ilde Humeur, med at fremhæve hvor stærk jeg viiste min Kjærlighed for S[charff], at man lagde Mærke der til [.....]".
Når HCA aldrig nævner Harald Scharff i sine selvbiografier, hænger det naturligvis sammen med at bekendtskabet blev stiftet, da digteren var over de halvtreds.